# EdX
edX – edukacyjna organizacja non-profit udostępniająca masowe otwarte kursy online prowadzone przez uniwersytety i instytuty naukowe z całego świata. Utworzona przez Massachusetts Institute of Technology i Harvard University. W kwietniu 2016 edX miała 917 kursów prowadzonych przez 96 instytucji. Serwis był notowany w rankingu Alexa na miejscu 639.
Uczestnictwo w kursach oferowanych przez edX jest bezpłatne, płatne jest natomiast uzyskanie zweryfikowanych certyfikatów informujących o ukończeniu kursu.
Na stronie znajdują się kursy prowadzone m.in. przez Massachusetts Institute of Technology, Harvard University, University of California, Berkeley, California Institute of Technology, Columbia University, Cornell University, Politechnika Federalna w Lozannie, Princeton University, Stanford University, University of Toronto i wiele innych. Większość kursów jest prowadzona w języku angielskim, ale oferowane są również kursy w języku chińskim, francuskim, włoskim, hiszpańskim, tureckim oraz kilku innych.